# Жиро, Рене
Рене Жиро (фр. René Girault; 12 декабря 1929, Сент-Адресс, Приморская Сена — 8 июля 1999, XIII округ Парижа, Париж) — французский историк международных отношений, профессор Сорбонны.
Окончил Парижский университет.
С 1973—1983 годах профессор истории международных отношений в Университет Западный Париж — Нантер-ля-Дефанс.
С 1983—1994 годах заслуженный профессор истории международных отношений Университет Париж I Пантеон-Сорбонна.
С 1994 года на пенсии.